# Tipula inaequifurca
Tipula inaequifurca är en tvåvingeart som beskrevs av Alexander 1949. Tipula inaequifurca ingår i släktet Tipula och familjen storharkrankar. Inga underarter finns listade i Catalogue of Life.